# هیچوقت تموم نشده
«هیچوقت تموم نشده» (به انگلیسی: Never Really Over) ترانه‌ای استکه توسط خواننده اهل آمریکا کیتی پری ضبط شده‌است. ترانه در ۳۱ مه ۲۰۱۹ به‌عنوان یک تک‌آهنگ مستقل توسط کپیتال رکوردز منتشر شد. این ترانه در چارت‌های بیست کشور دنیا به رتبه زیر ده دست یافت.